# Fatburen, Dalarna
Fatburen är en sjö i Hedemora kommun i Dalarna och ingår i Dalälvens huvudavrinningsområde. Sjön är 5 meter djup, har en yta på 0,326 kvadratkilometer och är belägen 80 meter över havet.

## Delavrinningsområde
Fatburen ingår i det delavrinningsområde (669438-151297) som SMHI kallar för Utloppet av Fatburen. Medelhöjden är 90 meter över havet och ytan är 3,54 kvadratkilometer. Det finns inga avrinningsområden uppströms utan avrinningsområdet är högsta punkten. Vattendraget som avvattnar avrinningsområdet har biflödesordning 2, vilket innebär att vattnet flödar genom totalt 2 vattendrag innan det når havet efter 156 kilometer. Avrinningsområdet består mestadels av skog (20 procent) och jordbruk (63 procent). Avrinningsområdet har 0,16 kvadratkilometer vattenytor vilket ger det en sjöprocent på 4,6 procent.